# Скоморовський Рафаїл Соломонович
Рафаїл Соломонович Скоморовський 12 [24] грудня 1899, Житомир — 21 вересня 1962, Київ) — радянський прозаїк, поет, журналіст і перекладач . Член Спілки письменників СРСР (з 1934 року).

## Біографія
Рафаїл Соломонович Скоморовський народився в сім'ї Соломона Ароновича Скоморовського (1858, Житомир — 1934, Київ) — доктора медицини і філософії, літератора, казенного рабина м Житомира — і вчительки.
Навчався в Київському комерційному училищі 1-го товариства викладачів, яке закінчив у 1918 році. Після закінчення комерційного училища протягом двох років вивчав філологію в Інституті народної освіти в Києві, а потім у роки громадянської війни служив в Червоній армії . Демобілізувавшись, провчився ще два роки в Київському медичному інституті .
У літературі Рафаїл Скоморовський дебютував в 1918 році, коли в київському журналі «Литературные записки» було надруковано його вірш «Море». Професійно літературною та журналістською діяльністю почав займатися з 1922 року. Працював завідувачем відділами літератури, інформації, культури і мистецтва, робочого життя в ряді газет і журналів («Пролетарская правда», «Киевский пролетарий», «Вечерний Киев», «Всеукраинский пролетарий», «Ударник», «Соціалістичний Київ», «Советская литература» та ін.).
У 1930 році у видавництві «Земля и Фабрика» (Москва — Ленінград) вийшла перша книга Раф. Скоморовського (так значилося на всіх прижиттєвих виданнях його творів) — роман «Інтелігенти». Потім в Києві опубліковані збірники «Людина росте», «Оповідання».
У липні 1941 року постановою президії СРПУ спільно з групою письменників України був евакуйований в місто Уфу, де працював в журналі «Українська література». У роки війни уфимські кияни (в столицю Башкирії евакуювали і творчі спілки України, і Українську академію наук, і київські театри) склали братство, об'єднане прагненням допомагати фронту. Вчені працювали на оборонну промисловість, серед яких був і Євген Патон. Артисти, як і літератори, виступали в госпіталях. У серії малоформатних книжечок «Фронт и тыл» — «Библиотека Союза советских писателей Украины» (як значилося на обкладинці кожної) виходили збірки віршів, оповідань, публіцистичних статей і фронтовиків, і тих, хто працював в Уфі. Надруковані в серії і «Запорожці» Р. Скоморовського, і його переклади віршів і прози українських і єврейських літераторів.
У 1943 році був направлений в Київ, де друкувався в газетах «Літературна газета», «Радянська Україна», «Правда Украины», «Радянське мистецтво», «Ленинское знамя», «Київська правда» та ін. Брав участь в зборі матеріалів для «Чорної книги», в січні 1945 року в газеті «Радянська Україна» опублікував нарис про трагедію в Бабиному Яру під назвою «Кривавий Яр» — один з перших нарисів на цю тему .
У повоєнні роки писав оповідання, нариси, роман «Суворі роки», перекладав твори українських письменників.
Помер 21 вересня 1962 року в Києві і похований на Байковому кладовищі .

## Сім'я
- Дружина — Ніна Нухимівна, уроджена Вінер (1903—1972)[4]

## Публікації

### Книги
- «Інтелігенти», роман, 1930;
- «Ферма в лісі», нариси, 1931;
- «Людина росте», оповідання та нариси, 1935;
- «Сосни шумлять» (співавтор — Семен Гордєєв), нариси, 1939, 2 видання (1-е видання — російською мовою, 2-е — переклад на українську мову);
- «Сім'я патріотів Артемових» (у співавторстві з С. Бланком), розповіді, 1940(укр.)
- «Оповідання», 1940;
- «Запорожці», розповіді, 1942;
- «Суворі роки», роман, 1958 (перша публікація в журналі «Советская Украина», 1956, № 5-7 з ілюстраціями Зіновія Толкачова);
- «Повернення», розповіді, 1972.

### Переклади
Перекладав з української мови твори:
- Григорія Квітки-Основ'яненка ;
- Ольги Кобилянської ;
- Михайла Коцюбинського ;
- Олекси Десняка ;

З їдишу :
- Давида Гофштейна ;
- Авраама Гонтаря .